# Maciej Wisławski
Maciej Wisławski (ur. 19 stycznia 1944 w Skierniewicach) – polski pilot i kierowca rajdowy, z zawodu inżynier ogrodnictwa.

## Życiorys

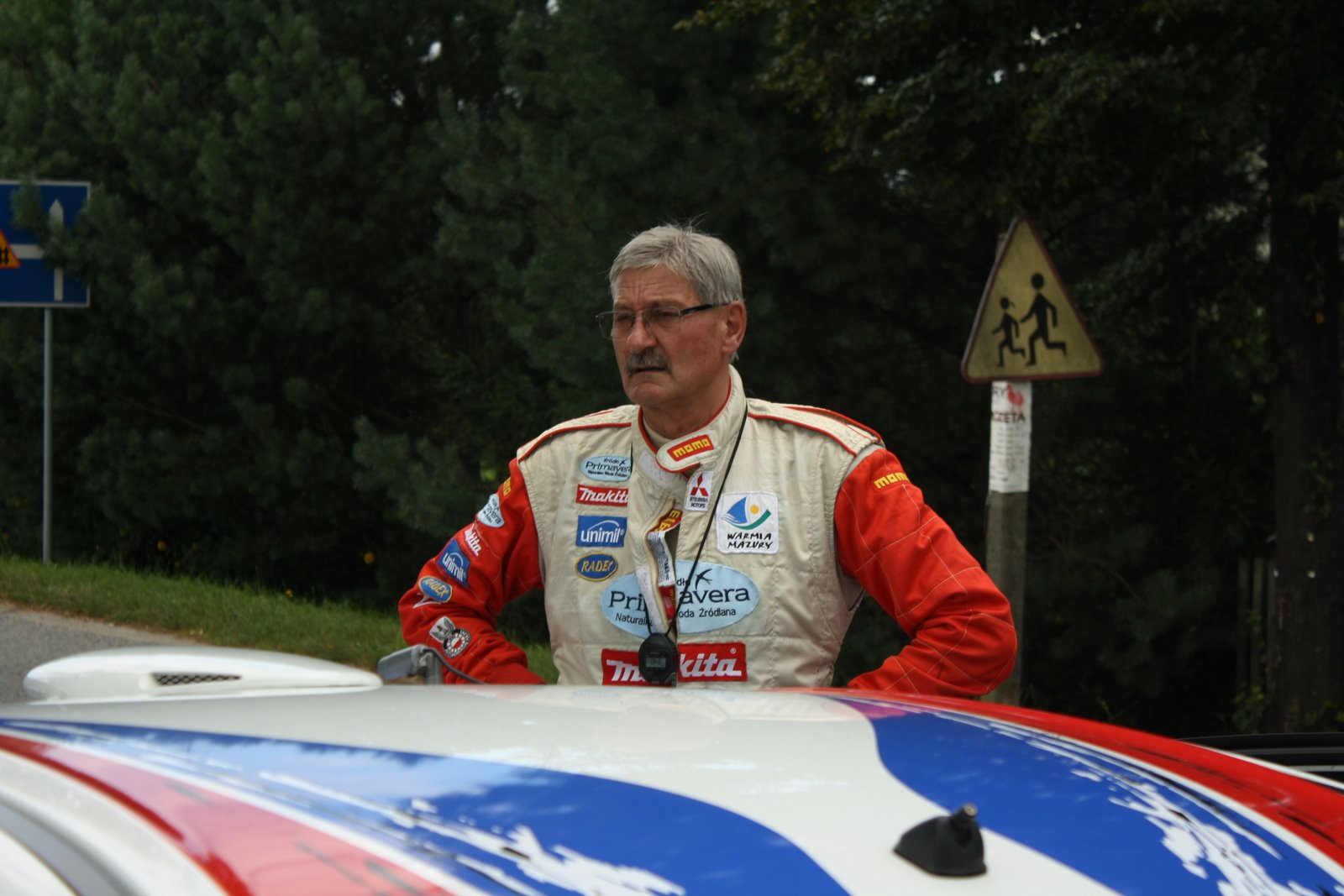
Maciej Wisławski na Rajdzie Rzeszowskim

Jest jednym z najbardziej utytułowanych rajdowców w Polsce. Swoją karierę rajdową rozpoczynał od startów w 1973 za kierownicą Syreny 104. Rok później wystartował i zdobył tytuł najlepszego rajdowca za kierownicą Wartburga w Mistrzostwach okręgu warszawskiego. Od 1975 startuje w rajdach już jako pilot. Startował jako pilot polskich kierowców: Henryka Mandery, Andrzeja Lubiaka. W 1988 wystartował w pierwszym rajdzie obok Krzysztofa Hołowczyca (Polonez 1600). To właśnie z Hołowczycem święcił swoje największe sukcesy. Dwa razy w karierze w 1995 i 1996 wygrał razem z nim Mistrzostwo Polski (Toyota Celica ST185). W 1997 wspólnie z Krzysztofem Hołowczycem zdobył tytuł Rajdowego Mistrza Europy (Subaru Impreza 555). W 1998 wystartował w Rajdowych Mistrzostwach Świata w Rajdzie Argentyny i zajął tam wspólnie z Hołowczycem 7. miejsce w klasyfikacji generalnej, ale 1. w kategorii Teams Cup (Subaru Impreza WRC). Od 2002 przestał już jeździć w autach typu WRC i przesiadł się do aut grup N i S1600. Pilotował tam m.in. Leszka Kuzaja i Sebastiana Frycza. Od 2003 był pilotem Macieja Lubiaka (Mitsubishi Lancer Evolution Gr. N). Od Rajdu Elmot-Remy 2007 pilotuje Kajetana Kajetanowicza i Radosława Type.
Pracuje jako rzecznik Wojewódzkiego Ośrodka Ruchu Drogowego w Łodzi.
Na antenie TVN współprowadził z Martyną Wojciechowską program Automaniak.
Maciej Wisławski użyczył swojego głosu jako pilot rajdowy w grach komputerowych, takich jak m.in. Rally Championship, Rally Championship Xtreme czy Richard Burns Rally. Można usłyszeć go podczas nawigowania GPS za pomocą aplikacji MapaMap.